# Maria Francesca av Italien
Maria Francesca av Italien, född 1914, död 2001, var en italiensk prinsessa, dotter till Viktor Emanuel III och Elena av Montenegro. 
Hon gifte sig 1939 med prins Luigi av Bourbon-Parma. 